# دمقرطة

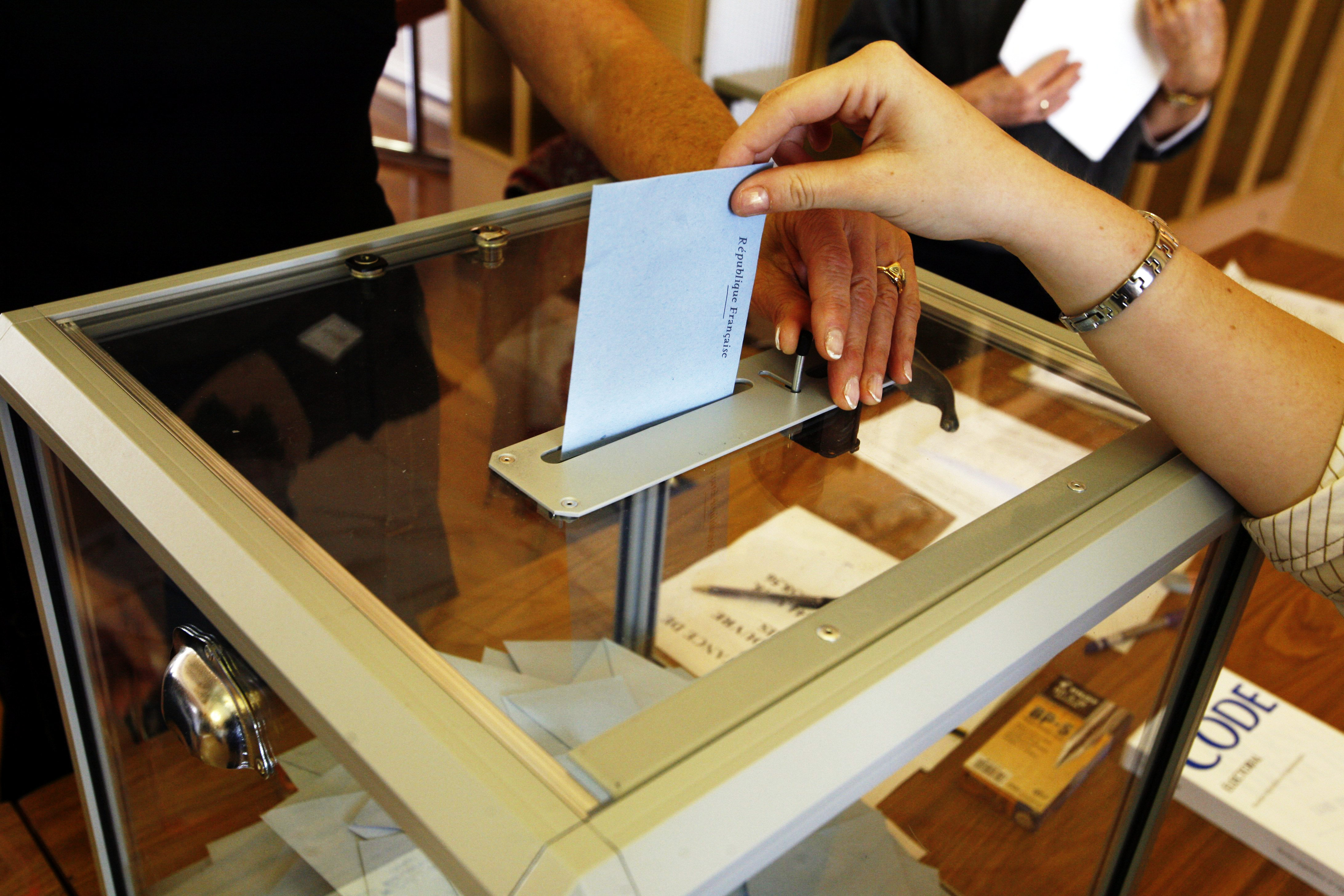

الدقرطة أو دمقرطة[بحاجة لمصدر] أو الدَّمقطة أو الدّمقرة أو التحول الدِّمُقراطي هي الانتقال إلى نظام سياسي أكثر ديمقراطية، بما في ذلك تحرك التغييرات السياسية الجوهرية باتجاه ديمقراطي. قد يكون الانتقال من نظام سلطوي إلى ديمقراطية كاملة، أو من نظام سياسي سلطوي إلى نظام شبه ديموقراطي، أو من نظام سياسي شبه سلطوي إلى نظام سياسي ديمقراطي.
قد يحدث ترسيخ للنتيجة (كما كان الحال في المملكة المتحدة مثلًا) أو قد تواجه الدَّقْرَطة انتكاسات متكررة (كالأمر الذي واجهته تشيلي مثلًا في عام 1973). غالبًا ما تُستخدم أنماط مختلفة من الديمقراطية لشرح الظواهر السياسية الأخرى، مثل ما إذا ذهبت الدولة إلى الحرب أو ما إذا كان اقتصادها ينمو.
يُنسب كل من حدوث الدَّقْرَطة وإلى أي مدى تحدث إلى عوامل مختلفة، بما في ذلك التنمية الاقتصادية، والتاريخ، والمجتمع المدني.

## الأسباب
هناك جدل كبير حول العوامل التي تؤثر على الدَّقْرَطة أو تقيدها في النهاية. ذُكرت أشياء كثيرة، منها الاقتصاد والثقافة والتاريخ، باعتبارها عوامل مؤثرة على العملية.

### التنمية والتحديث الاقتصاديين
يجادل باحثون مثل سيمور ليبسيت، وكارل بوا، وسوزان ستوكس، وديتريش روتشيماير، وإيفلين ستيفنز، وجون ستيفنز، بأن التنمية الاقتصادية تزيد من احتمالات الدَّقْرَطة. وفقًا لدانيال تريسمان، هناك «علاقة قوية ومتسقة بين زيادة الدخل وكل من الدَّقْرَطة والبقاء الديمقراطي على المدى المتوسط (20-10 سنة)، ولكن ليس بالضرورة خلال فترات زمنية أقصر». جادل روبرت دال بأن اقتصاديات السوق قد وفرت ظروفًا مواتية للمؤسسات الديمقراطية.
يرتبط ارتفاع الناتج المحلي الإجمالي للفرد الواحد بالديمقراطية، ويزعم البعض أنه لم يسبق أن تحولت أغنى الديمقراطيات إلى السلطوية. يمكن النظر إلى صعود هتلر والنازيين في فايمار الألمانية على أنه مثال معاكس واضح، ولكن مع أن ألمانيا كانت في وقت مبكر من ثلاثينيات القرن العشرين تملك بالفعل اقتصادًا متقدمًا، فقد كانت البلاد في ذلك الوقت تعيش أيضًا في حالة أزمة اقتصادية منذ الحرب العالمية الأولى (في العقد الأول من القرن العشرين)، وهي أزمة تفاقمت في النهاية بسبب آثار الكساد الكبير. هناك أيضًا ملاحظة عامة مفادها أن الديمقراطية كانت نادرة جدًا قبل الثورة الصناعية. ومن ثم فقد قاد البحث التجريبي الكثيرين إلى الاعتقاد أن التنمية الاقتصادية إما تزيد من فرص التحول إلى الديمقراطية (نظرية التحديث)، أو تساعد الديمقراطيات المنشأة حديثًا على أن تترسخ. وجدت إحدى الدراسات أن التنمية الاقتصادية تدفع إلى الديمقراطية ولكن على المدى المتوسط (20-10 سنة) فقط. هذا لأن التنمية قد ترسخ القائد الحالي لكنها تجعل الأمر أكثر صعوبة بالنسبة له في تسليم الدولة إلى ابن أو مساعد موثوق عندما يخرج. ومع ذلك، فإن الجدل حول ما إذا كانت الديمقراطية هي نتيجة للثروة، أو سبب لها، أو أن العمليتين كلتيهما غير مرتبطتين، لَهو أبعد ما يكون عن الانتهاء. تقترح دراسة أخرى أن التنمية الاقتصادية تعتمد على الاستقرار السياسي لبلد ما اللازم لتعزيز الديمقراطية. يشرح كلارك وروبرت وغولدر، في إعادة صياغة نموذج ألبيرت إيريشمان لكتاب خروج وصوت وولاء، كيف أن زيادة الثروة في بلد ما بحد ذاتها ليست من يؤثر على عملية الدَّقْرَطة، بل المؤثر هو التغييرات في الهياكل الاقتصادية الاجتماعية التي تترافق مع زيادة الثروة. يشرحون كيف استُدعيت هذه التغييرات الهيكلية لتكون من الأسباب الرئيسية التي جعلت العديد من الدول الأوروبية ديمقراطية. حين تحولت هياكلها الاقتصادية الاجتماعية لأن التحديث جعل القطاع الزراعي أكثر كفاءة، استُخدمت استثمارات أكبر للوقت والموارد في قطاعات التصنيع والخدمات. في إنجلترا مثلًا، بدأ أعضاء الطبقة النبيلة بالاستثمار بشكل أكبر في الأنشطة التجارية التي سمحت لهم بأن يصبحوا أكثر أهمية للدولة من الناحية الاقتصادية. جاء هذا النوع الجديد من الأنشطة الإنتاجية مع قوة اقتصادية جديدة إذ أصبح من الصعب على الدولة حساب الأصول والممتلكات ومن ثم أصبح من الصعب فرض الضرائب عليها. وبسبب هذا، لم يعد الافتراس ممكنًا، وكان على الدولة أن تتفاوض مع النخب الاقتصادية الجديدة لاستخراج العائدات. كان لا بد من التوصل إلى صفقة مستدامة لأن الدولة أصبحت أكثر اعتمادًا على مواطنيها الذين ظلوا مخلصين، وبهذا أصبح المواطنون الآن يتمتعون بنفوذ يسمح لهم أن يؤخذوا بعين الاعتبار في أثناء عملية صنع القرار في البلاد.
يجادل آدم برزيفورسكي وفرناندو ليمونغي بأن التنمية الاقتصادية إذ تقلل من احتمال تحول الديمقراطيات إلى السلطوية، فلا توجد أدلة كافية لاستنتاج أن التنمية تسبب الدَّقْرَطة (تحويل دولة سلطوية إلى ديمقراطية). تقول إيفا بيلين إنه في ظل ظروف معينة، من المرجح أن يفضّل العملُ والبرجوازيةُ الدَّقْرَطةَ، ولكنهما يفضلانها بشكل أقل في ظروف أخرى. يمكن للتنمية الاقتصادية أن تعزز الدعم الشعبي للأنظمة السلطوية على المدى القصير إلى المتوسط. يجادل أندرو ناثان بأن الصين هي حالة إشكالية لفرضية أن التنمية الاقتصادية تسبب الدَّقْرَطة. وجد مايكل ميلر أن التنمية تزيد من احتمالية «الدَّقْرَطة في الأنظمة الهشة وغير المستقرة، ولكنها تجعل هشاشة النظام أقل احتمالًا في المقام الأول».
هناك أبحاث تشير إلى أن زيادة التوسع الحضري، عبر مسارات مختلفة، يساهم في الدَّقْرَطة. وجدت دراسة أُجريت عام 2016 أن الاتفاقيات التجارية التفضيلية «تشجع دَقْرَطة بلد ما، خاصة إذا كان شركاء منظمة التجارة التفضيلية ديمقراطيين». 

### المساواة والمؤسسات الشاملة
جادل أسموغلو وروبنسون بأن العلاقة بين المساواة الاجتماعية والانتقال الديمقراطي معقدة: لدى الناس حافز أقل ليثوروا في مجتمع يتسم المساواة (سنغافورة مثلًا)، ومن ثم فإن احتمال الدَّقْرَطة أقل. في مجتمع غير متكافئ إلى حد كبير (مثل جنوب أفريقيا في ظل نظام الفصل العنصري)، فإن إعادة توزيع الثروة والسلطة في الديمقراطية ستكون ضارةً جدًا بالنخبة لدرجة أنها ستفعل كل شيء لمنع الدَّقْرَطة. من المرجح أن تظهر الديمقراطية في مكان ما يقع وسط تلك الحالتين، في هذه البلدان تقدم النخبة تنازلات لأنها (1) ترى في الثورة تهديدًا حقيقيًا و(2) لأن تكلفة التنازلات ليست عالية جدًا. يتماشى هذا التوقع مع البحث التجريبي الذي يظهر أن الديمقراطية أكثر استقرارًا في مجتمعات المساواة.

### الثقافة
يزعم البعض أن بعض الثقافات تميل ببساطة لدعم القيم الديمقراطية بدلًا من القيم الأخرى، ويبدو أن هذا يعود للاستعلاء العرقي. تُعد الثقافة الغربية عادةً «الأكثر ملاءمةً» للديمقراطية، بينما تُتهم الثقافات الأخرى بحملها قيمًا تعيق تطبيق الديمقراطية وتُنفر منها. تستخدم أنظمة الحكم غير الديمقراطية هذه الحجة أحيانًا لتبرير فشلها في تطبيق الإصلاحات الديمقراطية.
هناك حاليًا الكثير من الدول الديمقراطية غير الغربية، مثل الهند واليابان وإندونيسيا وناميبيا وبوتسوانا وتايوان وكوريا الجنوبية. وجدت الأبحاث أن «القادة المتشبعين بالتعليم الغربي يحسنون آفاق توطيد الديمقراطية جوهريًا وإلى حد كبير في البلاد التي يحكمونها».
ربط ستيفين فيش وروبرت بارو الإسلام بالنتائج غير الديمقراطية، لكن ميخائيل روس احتج بأن نقص الديمقراطيات في بعض أجزاء العالم الإسلامي يحمل مسؤوليةً أكبر من الإسلام عن التأثيرات العكسية للعنة الموارد. ربطت ليزا بلايدس وإيريك شاني تباين الديمقراطية بين الغرب والشرق الأوسط باعتماد الحكام المسلمين على المماليك (الجنود العبيد) على نقيض حكام أوروبا الذين وضعوا ثقتهم في النخبة المحلية لقيادة القوى العسكرية، وبالتالي منحوهم سلطة المفاوضة سعيًا لتشكيل حكومة تمثل جميع فئات الشعب.
رأى روبرت داهل في كتابه حول الديمقراطية أن البلدان التي تنعم «بثقافة سياسية ديمقراطية» أكثر ميلًا لإرساء الديمقراطية والتعايش الديمقراطي. يساهم التناغم الثقافي وصغر حجم الدولة في الحفاظ على الديمقراطية. تحدى باحثون آخرون مفهوم تقوية الديمقراطية عند الدول الصغيرة وذات الثقافة المتجانسة.
وجدت دراسة أُجريت عام 2012 في مناطق عدة في أفريقيا ينتشر فيها المبشرون البروتستانتيين أنها أكثر ميلًا لتشكيل ديمقراطية مستتبة. فشلت دراسة عام 2020 في إعادة إيجاد هذه النتائج.

### رأس المال الاجتماعي والمجتمع المدني
يرى روبرت بوتنام أن بعض الخصائص ترفع احتمالية ظهور ثقافات ارتباط مدني تقود إلى ديمقراطيات أكثر تشاركية، ويقول إن المجتمعات التي تملك شبكات أفقية كثيفة من الترابط الاجتماعي قادرة على «إرساء قواعد الثقة والتبادلية والترابط المدني» التي تقود إلى توطيد الديمقراطية وتشكيل ديمقراطيات تشاركية فعالة. يقارن بوتنام المجتمعات ذات الشبكات الاجتماعية الأفقية الكثيفة بالمجتمعات ذات الشبكات العمودية والعلاقات الزبائنية، ويصر على أن الأخيرة لا يُحتمل أن تبني ثقافة الترابط المدني للديمقراطية.
دحضت شيري بيرمان نظرية بوتنام التي تقول إن المجتمع المدني يساهم في إرساء الديمقراطية، وكتبت أنه في حالة جمهورية فيمار سهل المجتمع المدني نهوض الحزب النازي. دعمت الأبحاث التجريبية التالية حجة بيرمان. رأى دانييل ماتنغلي المختص في الشؤون السياسية في جامعة ييل أن المجتمع المدني في الصين يساعد الحكم السلطوي على تثبيت سلطته.

### تشكيل الدولة، وقدرات الدولة، وإرساء الديمقراطية
رأى باحثون من أمثال سابيستيان إل. مازوكا وجيراردو إل. مونك أن عملية تشكيل الدولة ومستوى القدرة الناجم عنها يؤثر على عملية إرساء الديمقراطية ونوعيتها.
احتج الباحثان بأن «انبثاق الحقوق السياسية ضمن ظروف جيوسياسية خاصة وغيرها يمثل نتيجة ثانوية لتشكيل الدولة، إذ «قد تطالب المجموعات بالحصول على حقوق سياسية مقابل دفعها للضرائب»، «وهذه الدول الريعية تميل أكثر للسلطوية لأنها تمكنها من تجنب المساومة على الضرائب المفروضة على المجتمع من قبل الدولة والتي قد ترافقها صعوبات في تحصيلها».
في أحد الأعمال الحديثة، فخ المؤسسات متوسط الجودة (2020)، حافظ مازوكا ومونك أيضًا على المفهوم القائل أن «الدول تصنع الديمقراطية والديمقراطية تصنع الدول»، لكن هذا يحدث فقط «في ظل شروط كبرى تحرض آليات سببية تجعل التداخل بين الدولة والديمقراطية حلقةً فعالةً». قارن الاثنان بين الديمقراطيات المتقدمة بدول أمريكا اللاتينية واستنتجوا أنه «في أمريكا اللاتينية لم يولد التداخل بين الديمقراطية والدولة حلقة فعالة»، وشرحا تدني نوعية الديمقراطيات فيها في ظل عوامل متنوعة شملت ميراث تشكيل الدولة في القرن التاسع عشر.